# Bertha Krupp von Bohlen und Halbach
Bertha Krupp von Bohlen und Halbach (29. březen 1886, Essen – 21. září 1957, tamtéž) byla starší ze dvou dcer německého průmyslníka Friedricha Alfreda Kruppa (1854–1902).) Po otcově smrti se stala jedinou dědičkou ocelářského a zbrojařského impéria rodu Kruppových.

## Životopis
Jako dcera Margarethe Kruppové a Friedricha Alfreda Kruppa, vnučka Alfreda Kruppa (1812–1887), vyrůstala společně se svojí mladší sestrou Barbarou (1887–1972) pod přísným dohledem v rodinném sídle v Essenu, zvaném Villa Hügel, kam chodíval na návštěvy i samotný císař Vilém II. Pruský. Roku 1906 se vdala za německého právníka a diplomata Gustava von Bohlen und Halbach, s nímž měla osm dětí. Její manžel pak přidal do svého příjmení jméno "Krupp".

### Kanón „Tlustá Berta“
Zdali je německý kanón, vyráběný firmou Kruppových, známý jako Tlustá Berta (německy Dicke Bertha), pojmenován právě podle ní, nelze spolehlivě potvrdit. Dle její vnučky, Diany Marie Friz, se jednalo spíše o firemní marketingový tah.

## Galerie

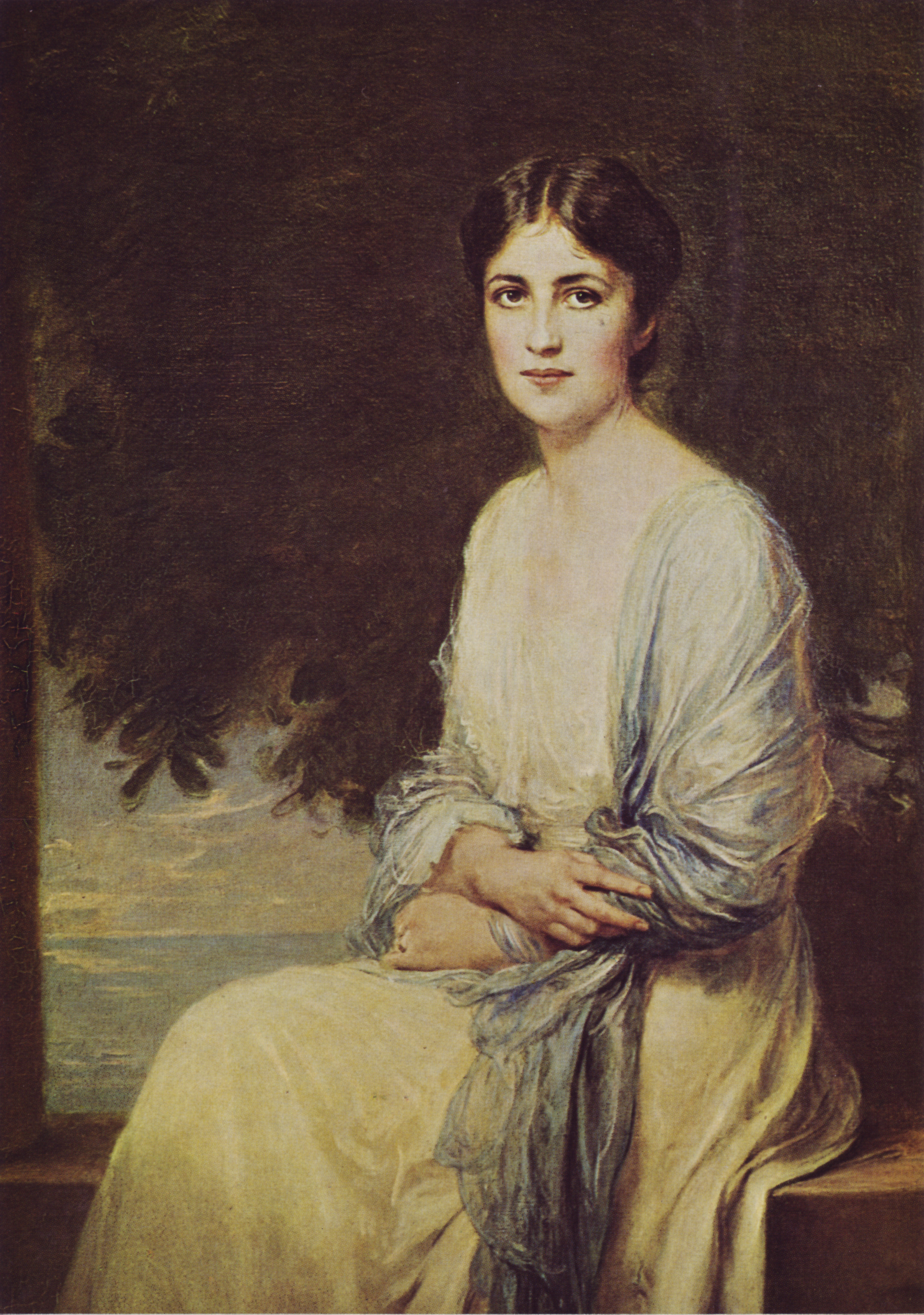
Bertha Krupp von Bohlen und Halbach
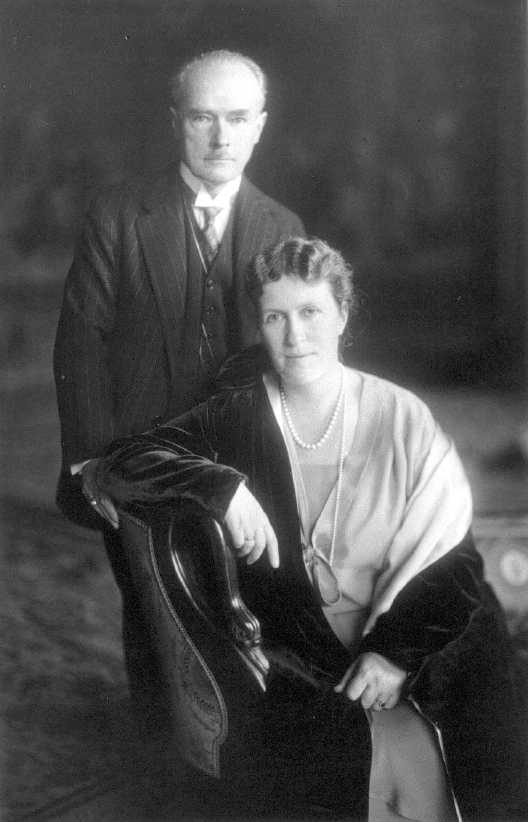
Bertha Krupp von Bohlen und Halbach s manželem Gustavem
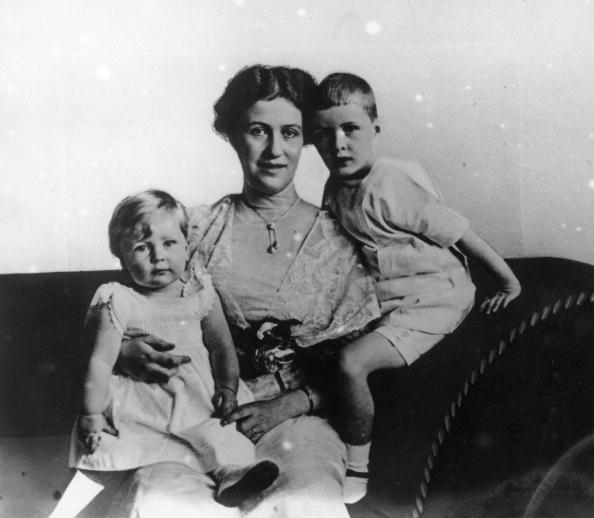
Bertha Krupp von Bohlen und Halbach s dětmi
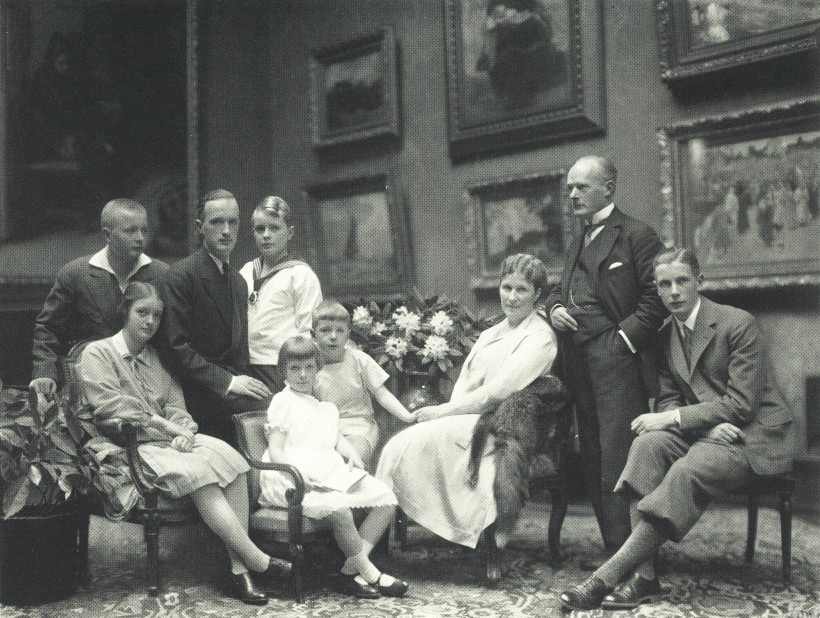
Rodinná fotografie obou manželů s dětmi
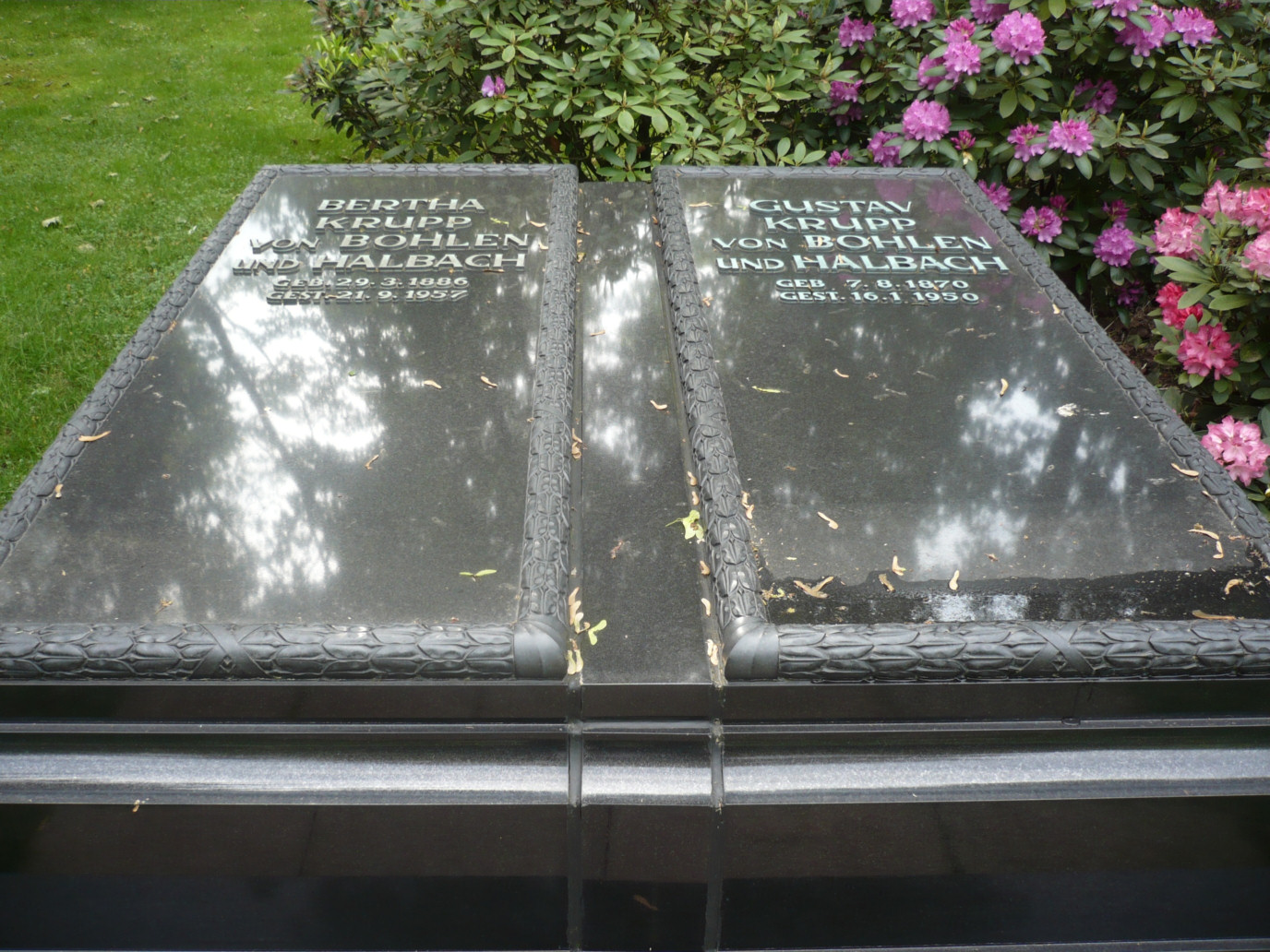
Hrob obou manželů na hřbitově Bredeney v rodném Essenu